# Apostolska nunciatura v Indoneziji
Apostolska nunciatura v Indoneziji je diplomatsko prestavništvo (veleposlaništvo) Svetega sedeža v Indoneziji, ki ima sedež v Džakarti.
Trenutni apostolski nuncij je Piero Pioppo.

## Seznam apostolskih nuncijev
- Georges-Marie-Joseph-Hubert-Ghislain de Jonghe d'Ardoye (6. julij 1947–3. maj 1955)
- Domenico Enrici (17. september 1955–30. januar 1958)
- Ottavio De Liva (18. april 1962–23. avgust 1965)
- Salvatore Pappalardo (7. december 1965–1969)
- Joseph Mees (14. junij 1969–10. julij 1973)
- Vincenzo Maria Farano (8. avgust 1973–25. avgust 1979)
- Pablo Puente Buces (18. marec 1980–15. marec 1986)
- Francesco Canalini (28. maj 1986–20. julij 1991)
- Pietro Sambi (28. november 1991–6. junij 1998)
- Renzo Fratini (8. avgust 1998–27. januar 2004)
- Albert Malcolm Ranjith Patabendige Don (29. april 2004–10. december 2005)
- Leopoldo Girelli (13. april 2006–13. januar 2011)
- Antonio Guido Filipazzi (23. marec 2011–26. april 2017)
- Piero Pioppo (8. september 2017–danes)